# Hohlraumversiegelung
Eine Hohlraumversiegelung ist eine Konservierungsmaßnahme an Kraftfahrzeugen.
Dabei wird in Hohlräume von Fahrgestell und Karosserie, in die bei normalem Betrieb Wasser oder (feuchte) Umgebungsluft eindringen können, ein Rost-Inhibitor eingebracht. Dieser sollte gut kriechfähig sein und eine dauerhaft wasserdichte Oberfläche ausbilden. Bei Neufahrzeugen wird heute durchweg ein Hohlraumschutzwachs verwendet. Es kann auch bei Altfahrzeugen eingesetzt werden, hat allerdings den Nachteil, nach einigen Jahren brüchig zu werden. Alternativ werden Fette eingesetzt, die sich bei Erwärmung im Sommer verflüssigen und stets elastisch bleiben, die erste Wahl bei Altfahrzeugen. Eine nachträgliche professionelle Versiegelung setzt die sorgfältige Reinigung und Rostentfernung zu bearbeitender Partien voraus, darüber wirkt sich eventuelle Restfeuchte stark negativ aus, da diese gewissermaßen mitkonserviert wird. Bei späteren Schweißarbeiten sind nachbehandelte Fahrzeuge mitunter brandgefährdet, da die verwendeten Fette entzündlich sind.
Unabhängig vom Schutz der Oberflächen in den Hohlräumen ist die regelmäßige Reinigung der vorgesehenen Wasserabläufe geboten, um Wasseransammlungen in Hohlräumen zu vermeiden.